# Museo delle cere di Piacenza
Il Museo delle cere di Piacenza è un museo situato nel borgo di Grazzano Visconti in Vigolzone, provincia di Piacenza.
Il museo, forte dell'ambientazione fornita dal borgo in cui è situato, è strutturato in un percorso che racconta attraverso i secoli, le guerre e le passioni (dagli etruschi all'era moderna), la storia del territorio piacentino, anche dal punto di vista della cultura e dell'arte del territorio.
Personaggi Rappresentati:
- Annibale
- Calpurnia
- San Colombano
- Francesco Petrarca
- Papa Paolo III
- Alessandro Farnese
- Giulio Alberoni
- Gian Paolo Panini
- Maria Luigia D'Austria
- Giuseppe Verdi
- Virginia Zucchi
- Edoardo Amaldi